# 安斎恵吏
安斎 恵吏（あんざい えり、1978年4月15日 - ）は、日本の女優である。
福島県出身。ホリプロ所属。

## 出演

### テレビドラマ
- ブライダルコーディネーターの事件簿「疑惑の花嫁」（1997年、TBS）
- ガラスの仮面（1997年、テレビ朝日） - 春日泰子 役
- ガラスの仮面2（1998年、テレビ朝日） - 春日泰子 役
- GTO 第7話（1998年、フジテレビ）

### 映画
- 秋桜（1997年） - 大西奈緒美 役

### バラエティ番組
- タモリのネタでNIGHTフィーバー! - フィーバーズ

### ゲーム
- アナザー・マインド（1998年） - 看護婦A 役